# 酒井忠進

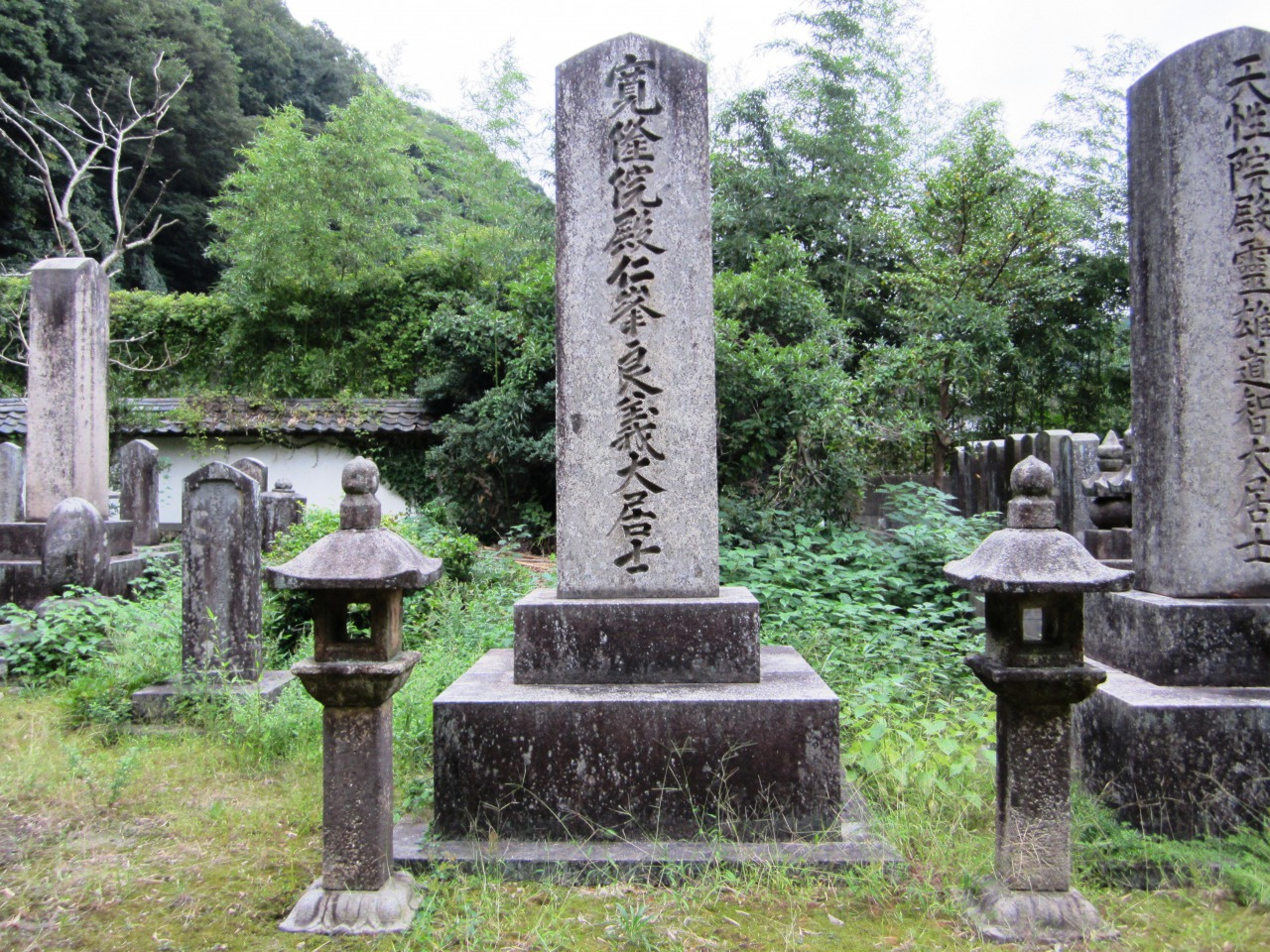
空印寺の墓

酒井 忠進（さかい ただゆき）は、江戸時代後期の大名、老中。若狭小浜藩第10代藩主。小浜藩酒井家11代。

## 生涯
越前敦賀藩主・酒井忠香の七男。第9代小浜藩主酒井忠貫の養嗣子となり、文化3年（1806年）に家督を相続した。幕府では寺社奉行、京都所司代、老中を歴任した。文化12年（1815年）に焼失した日光東照宮五重塔を文政元年（1818年）に再建した。
文政11年（1828年）に死去した。跡は先代・忠貫の次男の忠順が継いだ。

## 経歴
- 明和7年（1770年） 誕生。
- 文化3年（1806年） 3月2日、小浜藩襲封
- 文化5年（1808年） 寺社奉行（9月22日 - 12月10日）、京都所司代（12月10日 - ）
- 文化12年（1815年）4月15日、所司代免、即日老中昇格。
- 文政11年（1828年）1月27日、老中在職のまま死去。

## 系譜
- 父：酒井忠香
- 母：家女房
- 養父：酒井忠貫
- 正室：高子 - 奥平昌鹿の娘
- 側室：家女房
  - 五男：酒井忠義（1813-1873）
  - 女子：嗣 - 水野忠邦正室
  - 女子：鑑 - 内藤信方正室のち西尾忠実室のち木下俊敦継室
  - 養子：酒井忠順 - 酒井忠貫の次男